# La vie est belle (film, 1979)
Pour les articles homonymes, voir La vie est belle et La vita è bella.
La vie est belle (Жизнь прекрасна, Žizn prekrasna ; La vita è bella) est un film italo-soviétique réalisé par Grigori Tchoukhraï, interprété par Giancarlo Giannini et Ornella Muti, sorti en 1979. 

## Synopsis
Dans les dernières années du régime de Salazar, Antonio Murillo est pilote militaire dans l'Angola en lutte contre le colonisateur portugais. Il refuse, un jour, de bombarder un navire sur lequel se trouvent des femmes et des enfants, et décide de rentrer chez lui. À Lisbonne, il trouve un emploi de chauffeur de taxi, et rencontre la belle Maria, serveuse dans un bar. Convoqué au palais de justice, il apprend que Maria fait partie d'une organisation qui s'oppose au régime de Salazar. Pour la protéger, il se retrouve en prison mais parvient à s'échapper. Antonio et Maria réussissent finalement à s'enfuir de Lisbonne à bord d'un avion.

## Fiche technique
- Titre : La vie est belle [1]
- Titre original : Жизнь прекрасна (Zhizn prekrasna), La vita è bella
- Réalisation : Grigori Tchoukhraï
- Scénario : Giovanni Fago, Augusto Caminito et Gianfranco Clerici
- Musique : Armando Trovaioli
- Photographie : Mikhail Bits et Luigi Kuveiller
- Montage : Mario Morra
- Décors : Giantito Burchiellaro et Sergei Voronkov
- Costumes : Wayne A. Finkelman
- Son : Mario Bramonti
- Production : Karlen Agadzhanov, Giancarlo Marchetti, Lionello Santi
- Société de production : Mosfilm, Quattro Cavalli Cinematografica, RAI
- Pays d'origine : URSS ; Italie
- Format : Couleurs - Mono - 35 mm
- Genre : Drame politique
- Durée : 101 minutes
- Date de sortie : 1979

## Distribution
- Giancarlo Giannini : Antonio Murillo
- Ornella Muti : Maria
- Otar Koberidze : Alvarado
- Regimantas Adomaitis : enquêteur
- Juozas Budraitis : Gomez
- Enzo Fiermonte : João
- Stefano Madia : Paco
- Yevgeni Lebedev : Rostão, le directeur de prison
- Stanislav Tchekan : le prisonnier
- Feliks Yavorsky : le pasteur
- Nikolai Dupak : le commissaire
- Andrei Daniluk : épisode
- Irina Ditts : une serveuse
- Valentin Kulik : un prisonnier
- Edwardas Kunavicius : Kordoso
- Igor Yasulovich : un prisonnier